# Karrikiny

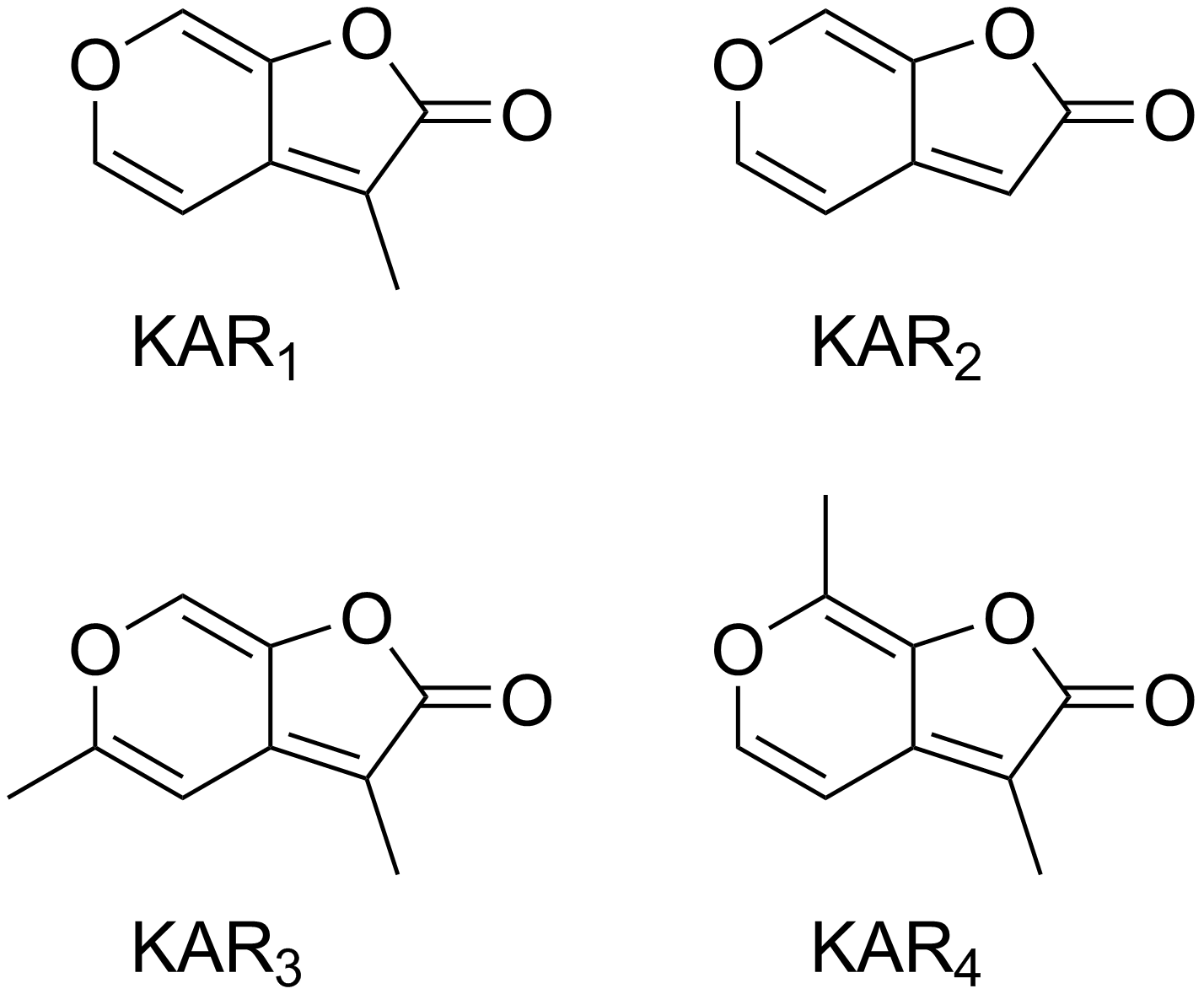
Struktura chemiczna znanych karrikin

Karrikiny – grupa związków organicznych, pochodnych butenolidu, które występują w dymie powstającym podczas spalania materiału roślinnego i pełnią funkcję regulatorów wzrostu i rozwoju roślin.
Pierwszą zidentyfikowaną i oczyszczoną karrikiną był butenolid. Związek oznaczono jako karrikina 1, KAR1. Kolejne związki wykazujące aktywność biologiczną oznaczane są jako KAR2, KAR3 i KAR4. Wszystkie karrikiny są pochodnymi butenolidu. Działanie biologiczne polega na stymulacji kiełkowania nasion. Wpływ na to zjawisko został potwierdzony dla wielu gatunków roślin.
Wpływ dymu ze spalonych roślin na zdolność kiełkowania nasion został zauważony przez ekologów w latach 90. XX wieku. Obserwowano zjawisko intensywnego kiełkowania nasion po pożarach lasów. Jednak konkretne związki stymulujące odtworzenie ekosystemu po pożarze zostały opisane dopiero w roku 2004. Nazwa grupy związków została utworzona od słowa karrik, które w języku australijskich Aborygenów Nyungar oznacza dym.

## Powstawanie
Pochodzenie karrikin nie zostało w pełni wyjaśnione. Ekstrakty biologicznie czynne mogą być wytworzone poprzez podgrzanie, do temperatury 180 °C przez 30 minut, roztworu aminokwasów lub białek oraz węglowodanów. Wskazuje to na możliwość powstawania karrikin podczas pożarów z węglowodanów i aminokwasów. Możliwe, że do powstania potrzebne jest jedynie spalenie celulozy.

## Działanie
Wykazano stymulowanie kiełkowania u ponad 1200 gatunków roślin z 80 rodzajów przez dym pochodzący z pożarów. Są wśród nich gatunki z różnych stref klimatycznych i różnych ekosystemów, należące do nagozalążkowych i okrytozalążkowych. Na dym reagują nasiona w strefie objętej pożarem oraz znajdujące się w pobliżu. Wrażliwość na dym wykazują także niektóre gatunki roślin uprawnych. Mechanizm działania karrikin nie został wyjaśniony. Możliwe, że KAR1 wpływa na receptor odpowiedzialny za reakcje na wiele bodźców środowiskowych. Inną możliwością jest istnienie specyficznego receptora odpowiedzialnego za odebranie informacji o pożarze.